# TSC Arena
La TSC Arena (in serbo ТСЦ арена?) è uno stadio di calcio di Bačka Topola che ospita le partite del TSC Bačka Topola. Inaugurato nel 2021, rispetta gli standard UEFA di categoria 3.

## Storia
La prima promozione del club nella massima divisione del calcio nazionale, al termine della stagione 2018/2019, è l'occasione per gettare le basi per la costruzione di un nuovo e moderno impianto sportivo, all'interno di una città dello sport, con palestre, piscine, hotel e campi di calcio, per quella che viene definita la TSC Academy. Il vecchio Stadio municipale di Bačka Topola (Gradski Stadion) viene demolito ed il club si trasferisce a Senta per gli impegni casalinghi. La Federazione calcistica ungherese finanzia i lavori di costruzione come già fatto per la MOL Aréna di Dunajská Streda in Slovacchia e lo Stadio municipale di Sfântu Gheorghe in Romania, città dove l'etnia di maggioranza è appunto quella ungherese. Nasce così uno stadio moderno, con illuminazione a LED, campo riscaldato, sistema di irrigazione elettronico e pannelli fotovoltaici che coprono il tetto, che tiene conto della massima efficienza energetica. La capienza totale è di 4.500 spettatori, disposti su 4 tribune coperte.
Il 3 settembre del 2021, in occasione dell'incontro amichevole con il Ferencváros, c'è stata l'inaugurazione ufficiale, mentre la prima partita di campionato si è svolta il 25 settembre, quando i padroni di casa hanno affrontato e battuto il FK Vojvodina.